# Либкен, Григорий Иванович
Григорий Иванович Либкен (с 1915 года — Либкин, иногда также Липкин) (1870 — 1936) — ярославский и константинопольский предприниматель начала XX века, организатор кинопроизводства и кинопроката в Ярославле и Константинополе.

## Биография
Крещёный еврей. Родом из местечка Клинцы Могилёвской губернии. Жил в Сольвычегодске, где имел фотоателье, затем в Котласе, где брал подряды, связанные со строительством железной дороги, затем в Харькове, где его жена открыла табачную лавку. Жена занималась делами лавки, а Либкен ездил по стране, комиссионерствовал и, в конце концов, оказался в Ярославской губернии, где попал под следствие по обвинению в распространению фальшивых денег. Отсидел два месяца, был выпущен под залог, заплаченный женой, и остался жить в Ярославле. Суд освещался в местной газете «Северный край».
В Ярославле Либкен запустил производство колбасы и мясных изделий. Жил в Ярославле в собственном доме на Духовской улице.
На Власьевской улице имел свою электрическую колбасно-гастрономическую фабрику, а также рыбокоптильню. Ему принадлежали три гастрономических магазина в собственных домах (Екатерининская улица; Большая линия; Духовская улица). Реклама его колбас печаталась на страницах различных изданий: «Ярославская колотушка», «Северный край», «Голос» и другие. Одним из первых в городе сократил часы работы в праздничные дни.

Реклама колбасной Либкена

Либкен девять раз привлекался к уголовной ответственности, в том числе за произнесение оскорбительных слов против царя, на митинге публично разорвал царский портрет. «Восемь протоколов на меня составляли, и по всем я оправдывался, надеюсь, что и на этот раз мне удастся отделаться…» (3 мая, «Северный край», 1903 г.). В июне 1903 года Либкен был привлечён к уголовной ответственности в 10-й раз за изготовление некачественной продукции: «… Привлечён к ответственности мещанин Либкен за хранение… солонины с гнилостно-зловонным запахом в количестве до 80 пудов… требует искусной приправы при изготовлении из таких кладбищенских продуктов дешёвых колбас…». Примечательно то, что все дела Либкена строились на чужие деньги, собственных денег он не имел:3. Со временем повысил качество своей продукции, которая охотно раскупалась ярославцами.
Активно занимался благотворительностью, поддерживал приход церкви Ильи Пророка в Ярославле, давал бесплатные киносеансы для учащихся и воспитанников приютов. В 1914 году передал помещение своего кинотеатра под лазарет для раненых. В своих политических взглядах Либкен симпатизировал, как иногда утверждают, черносотенному движению:3. Финансировал некоторое время издание газеты «Ярославский вестник» — «Я давал деньги, а потом отказал…».
Во время октябрьских еврейских погромов в Ярославле 1905 года Либкену был причинён ущерб в размере более чем 50 тысяч рублей.
С 1919 года в эмиграции. После революции оборудование национализированных колбасных Либкена перешло в цеха кондитерской фабрики «Путь к социализму». В Доме Либкена на ул. Свободы с 1933 г. находился Ярославский аэроклуб.

## Организация кинопроката и кинопроизводства
Один из ведущих деятелей российской киноиндустрии начала XX в. Т/д «Г. И. Либкен». ИГ.И.Либкен (с 1915 г. — Либкин) — крупное российское кинопредприятие.
С 1905 (по другим данным — с 1907) года содержал в Ярославле кинематографическую прокатную контору. В апреле 1911 года (по другим данным — в 1910 году) открыл её головное представительство (или филиал) в Москве. К июлю 1914 года у конторы Либкена были отделения в Москве — до трёх первых экранов, в Екатеринбурге — два, в Ташкенте — один, на Дальнем Востоке — одна «параллель», в 1916 году его кинопрокатная контора имела 12 отделений в России и 2 зарубежных — в США и Норвегии.
В 1910 году (по другим источникам ещё в 1890-е гг.) в им построенном здании на Власьевской улице (№ 9, впоследствии в нём располагался Ярославский аэроклуб) Либкен открыл кинотеатр (электротеатр) «Волшебные грёзы», первый постоянный в городе. Днём шли научные картины для юношества и комические зарисовки, вечером — политическая хроника и мелодрамы, в антрактах играл оркестр малолетних преступников. В трехэтажном доме на первом этаже находился колбасный магазин, на втором — кинотеатр, а на третьем, согласно легенде, — публичный дом (по другим данным, частная гимназия).
В 1914 году предоставил городу в бесплатное пользование для размещения больных и раненых воинов помещение электротеатра «Волшебные грезы», в этом помещении поставил 10 железных коек, 12 венских стульев и столики к каждой койке.
На берегу Которосли в районе Подзеленья (по другим источникам у Романовской заставы, то есть ныне за ТЮЗом) 20 июля (2 августа) 1913 года организовал собственное производство кинофильмов, для чего были приглашены режиссёр Николай Ларин и оператор Ян Доред (Торед). В 1914 году построил в Ярославле киноателье, в котором работали режиссёры Сигизмунд Веселовский, Борис Мартов, Николай Арбатов, оператор Пётр Мосягин и др. В трёх фильмах Либкена снималась Алиса Коонен, также у него играли Виктор Зимовой, Николай Римский и Амо Бек-Назаров. В роли сценариста нескольких фильмов выступил Анатолий Каменский.
До 1918 года профинансировал производство более 70 фильмов. Если первые картины были в основном примитивными зарисовками, иллюстрациями песен (например, «Догорай, гори, моя лучина», «Коробейники», «Ехал на ярмарку ухарь-купец»), то в дальнейшем был хорошо освоен драматический жанр (например, основанная на материалах уголовного дела «Дочь купца Башкирова (Драма на Волге)» (первый игровой фильм студии, 1913 г.), «боевик» «Стенька Разин»). Снял несколько кинокомедий, например, «Надворный советник, или Донжуан из Пошехонья». Продюсировал и съемки документального кино («Встреча иконы Толгской Божьей Матери в Ярославле». Выпуск: 23/ IV 1914 (Ярославль); «День трезвости в Ярославле»; «Рыбинские торжества — открытие памятника Александру II (Торж. откр. пам. царю-освободителю в г. Рыбинске)». Выпуск: 11/ V 1914 (Рыбинск); «Толгские торжества по случаю 600-летия Толгского монастыря в Ярославле». Выпуск: 23/ VIII 1914 Рыбинск и 2/ IX 1914 Оренбург/; «Раздача подарков в окопах под вражеским огнем». Съемки 28 XII (1915) Г. И. Либкина и В. В. Монина на фронте, позже награжденных георгиевскими медалями; Торжества в Ярославле по случаю падения Перемышля. Выпуск: 19/ IV 1915 (Хабаровск) и др.).
Для некоторых картин набирались огромные массовки. Иногда Либкен сам играл в эпизодах, например, отца персидской княжны в «Стеньке Разине», нотариуса — в «Петра Смирнова сыновья», спекулянта в «Мародёрах тыла». По воспоминаниям старожилов, вручал «бесплатно» билеты на киносеанс, если в его магазине покупали колбасы на 5 рублей. Газета «Голос» публиковала объявления Г. Либкена следующего содержания: "Кто купит товару на 5 рублей, получает бесплатное место в мой электро-театр «Волшебные грезы».
Автор одной из первых в России попыток озвучить кинематограф. В 1915 г. он использовал «кинетофон» — симбиоз кинопроектора и фонографа.
В 1917 г. поставил на поток производство фильмов о Григории Распутине. Первый из них — двухсерийная «сенсационная драма» «Темные силы — Григорий Распутин и его сподвижники». Картина была поставлена в рекордные сроки, за нескольких дней: 5 марта газета «Раннее утро» анонсировала её, а 12 марта она вышла на экраны кинотеатров. Громкий резонанс вызвали сцены покушения Хионии Гусевой на Распутина в 1914 году и убийство Распутина во дворце князя Юсупова. Группа кинодеятелей ходатайствовала перед министром юстиции Временного правительства А. Ф. Керенским о запрете демонстрации ленты, дабы прекратить поток «киногрязи и порнографии». Вскоре фирма Либкена запустила очередную серию — «Похороны Распутина». Последовали и другие фильмы. Кроме того, снял фильм об эсере-провокаторе Евно Азефе.

## В эмиграции
В 1918 году бежал на юг России, в Одессу, в 1919 году эмигрировал оттуда в Стамбул. В 1920 организовал прокатную контору, а затем и кинофирму в Стамбуле с анонсированным участием Веры Чаровой, А.Певцовой, Владимира Стрижевского, Георгия Азагарова и др.

…мы познакомились с плотным, широкоскулым приземистым человеком с бородой лопатой, похожим на церковного старосту, и с его хрупкой женой — армянкой Мариэтточкой. «Церковный староста» оказался Липкиным, кинодельцом. Попав в Константинополь, ещё не осмотревшись как следует, под запал бывшего благополучия, заказал он мужу моему Илье Марковичу Василевскому сценарий, имея в виду на главную роль свою Мариэтточку. Липкин выдал и аванс. Сценарий, весь пронизанный головокружительными приключениями русской беженки в Константинополе, был назван «Ее Величество Женщина». В памяти всплыл один из эпизодов: женщину похитили и везут в гарем в закрытой карете, но она кричит и зовет на помощь. Собирается толпа. Тогда сопровождающий злодей спокойно объясняет, что это сумасшедшая, которую везут в больницу. Толпа расходится, и карета двигается дальше… Пухлое и довольно объемистое наше совместно с Василевским «творчество», кажется, осталось у Липкина.

Летом 1920 был на недолгое время арестован оккупационной полицией за незаконный прокат германских и австрийских фильмов, но вскоре отпущен. Вероятно, причастен к продюсированию двух фильмов, снятых в Константинополе режиссёром Мухсином Эртугрулом.
Позже перебрался во Францию, имел дела с золотодобывающей компанией, снова попал под надзор полиции, в этот раз парижской.

## Семья
Первая жена — Мария Ефимовна Загарская, мещанка из Сольвычегодска. Её приданое в 2000 рублей стало первым серьёзным капиталом Либкена.
Вторая жена — актриса Мариэтта Петини. Познакомились на съёмках одного из фильмов.

## Фильмография
- 1914 — Дочь купца Башкирова (Драма на Волге, Дочь купца) — самый первый фильм
- 1914 — Капитанская дочка
- 1914 — Прусский горе-Наполеон
- 1914 — Трагедия выкреста
- 1914 — Стенька Разин
- 1914 — Толгские торжества по случаю 600-летия Толгского монастыря в Ярославле
- 1914 — Волгари
- 1915 — Дети купца Волжина (первоначально — Петра Смирнова сыновья)
- 1915 — Надворный советник, или Донжуан из Пошехонья[2]
- 1915 — Трагедия семьи Набатовых
- 1915 — Мой костёр в тумане светит
- 1916 — Суламифь
- 1916 — Ледяной дом (Дом на Волынской)
- 1916 — Человек из ресторана
- 1917 — Атаманша Устья[2]
- 1917 — В лапах Иуды
- 1917 — В окопах тыла
- 1917 — Государственный шантаж
- 1917 — Тёмные силы — Григорий Распутин и его сподвижники
- 1917 — Хозяин и работник
- 1923 — Трагический Стамбул (Любовная трагедия в Стамбуле)
- 1923 — Тайны Босфора. «Эта „драма необузданной и неукротимой страсти“ была второй постановкой студии Григория Либкина после картины „Трагический Стамбул“ (вып. 1922)»[15].